# Steinthaleben
Steinthaleben ist ein Ortsteil der Gemeinde Kyffhäuserland im thüringischen Kyffhäuserkreis. Von den Einheimischen in nordthüringischen „Kipphieserschen“ Dialekt wird es „Dahläwwe“ genannt.

## Geographie

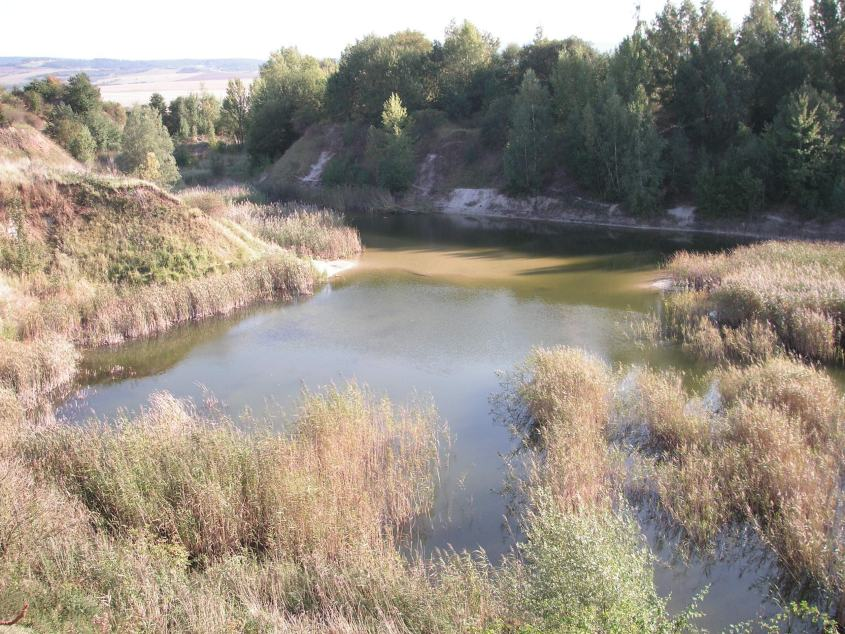
Ehemalige Kiesgrube bei Steinthaleben

Der Ort Steinthaleben liegt am Thalebener Bach, am Südwestrand des Naturparks Kyffhäuser. Der gesamte westliche Teil dieses kleinen, bewaldeten Mittelgebirges gehört zum Gebiet der Gemeinde. Etwa 518 Hektar südlich und westlich des Ortes werden landwirtschaftlich genutzt. Die höchste Erhebung der Gemarkung Steinthaleben ist der Kulpenberg mit 473,4 m ü. NN.

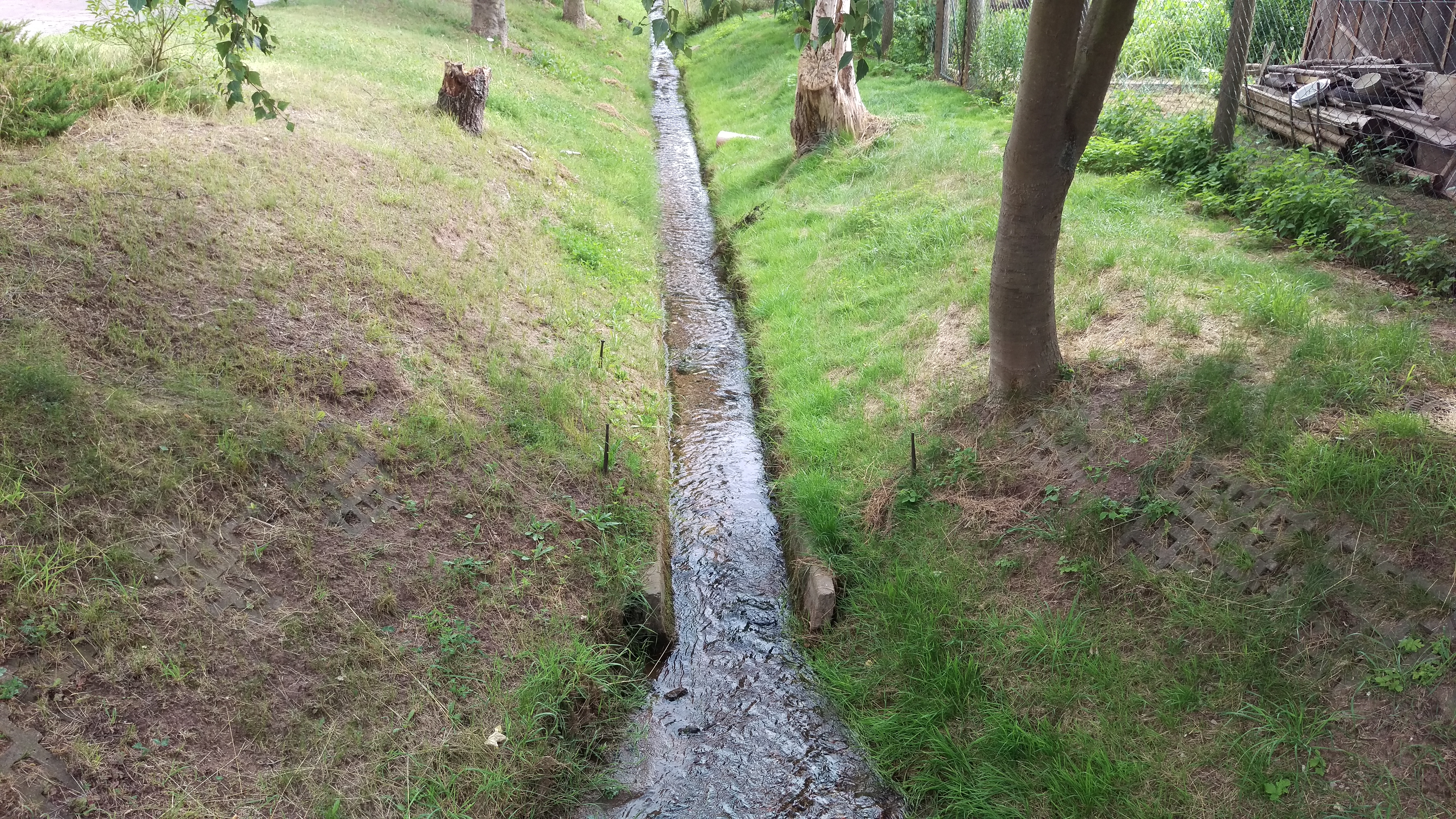
Der Thaleber Bach an der Gemeindeverwaltung

Etwa ein Kilometer südlich Steinthalebens befindet sich eine ehemalige Kiesgrube. Hier ist ein kleines Biotop entstanden mit vielen Fröschen, Fischen, Insekten und Vögeln. Darüber hinaus hat sich hier ein ansehnlicher Bestand an Rohrkolben entwickelt.
Im Norden, Osten und Südosten des Dorfes erstreckt sich das Kyffhäusergebirge. Dahinter befinden sich die umliegenden Ortschaften: im Norden Kelbra, mit der Rothenburg, im Nordosten Sittendorf und Tilleda ebenso der Fernsehturm Kulpenberg und das Kyffhäuserdenkmal, im Osten das Schloss Rathsfeld, dahinter die Dörfer Ichstedt und Udersleben, im Südosten die Stadt Bad Frankenhausen. Im Süd-Süd-Osten dem Badraer/ Thalebener Bach folgend befindet sich die Barbarossahöhle und das Dorf Rottleben. Im Südwesten liegt Bendeleben und im Westen Badra. Im Südwesten zwischen Bendeleben und Badra erhebt sich die Osthang der Windleite mit dem weithin sichtbaren Naturdenkmal „Streiteiche“, „Bendeleber Eiche“ oder „Bettelmannseiche“, mit unbekanntem aber wahrscheinlich sehr hohem Alter. Im Nordwesten erstreckt sich die Badraer Lehde, Badraer Schweiz, der Stöckey, dahinter das Vorwerk Numburg mit der Numburghöhle; dahinter bereits unten in der Goldenen Aue erstreckt sich der Stausee Kelbra.
Die UTM-Koordinaten des Kirchturms von Sankt Dionysius zu Steinthaleben sind: 32 U – 640,801 km E, 5695,696 km N (WGS 84).

### Verkehr
Erreichbar ist Steinthaleben von Norden (von Kelbra aus) etwa 500 m in westlicher Richtung über die L234 bis zum Strandbad Kelbra, dann abbiegen links über die Landstraße ohne Nummer Richtung Süden nach Steinthaleben. Von Osten vom Schloss Rathsfeld an der B 85 aus über die Landstraße L 2292; selbige welche etwa 300 m vor dem Ortseingang Richtung Süden zur Barbarossahöhle – Rottleben abbiegt. So kommt man in entgegengesetzter Richtung über dieselbe Straße auch von Süden von Rottleben aus herein. Nach Bendeleben führt eine nummernlose Landstraße, ebenso wie nach Badra. Östlich des Ortes verläuft die Bundesstraße 85 (Bier- und Burgenstraße), welche in diesem Abschnitt zwischen Bad Frankenhausen und Kelbra quer über das Kyffhäusergebirge führt. Von dieser aus kann man nach Steinthaleben gelangen von Kelbra, vom Schloss Rathsfeld und von Bad Frankenhausen aus über Rottleben.
Einen Eisenbahnanschluss gibt es nicht. Die nächsten Bahnhöfe sind im Norden Berga-Kelbra (ohne Verbindung mit öffentlichen Verkehrsmitteln nach Steinthaleben), im Osten Artern, im Westen der Bahnhof Sondershausen-West.
Steinthaleben hat nur Anschluss durch öffentlichen Busverkehr über die Linie 451 der Regionalbus GmbH nach Sondershausen und Bad Frankenhausen, ohne direkten Anschluss zu irgendeinem Bahnhof zu haben.

### Klima

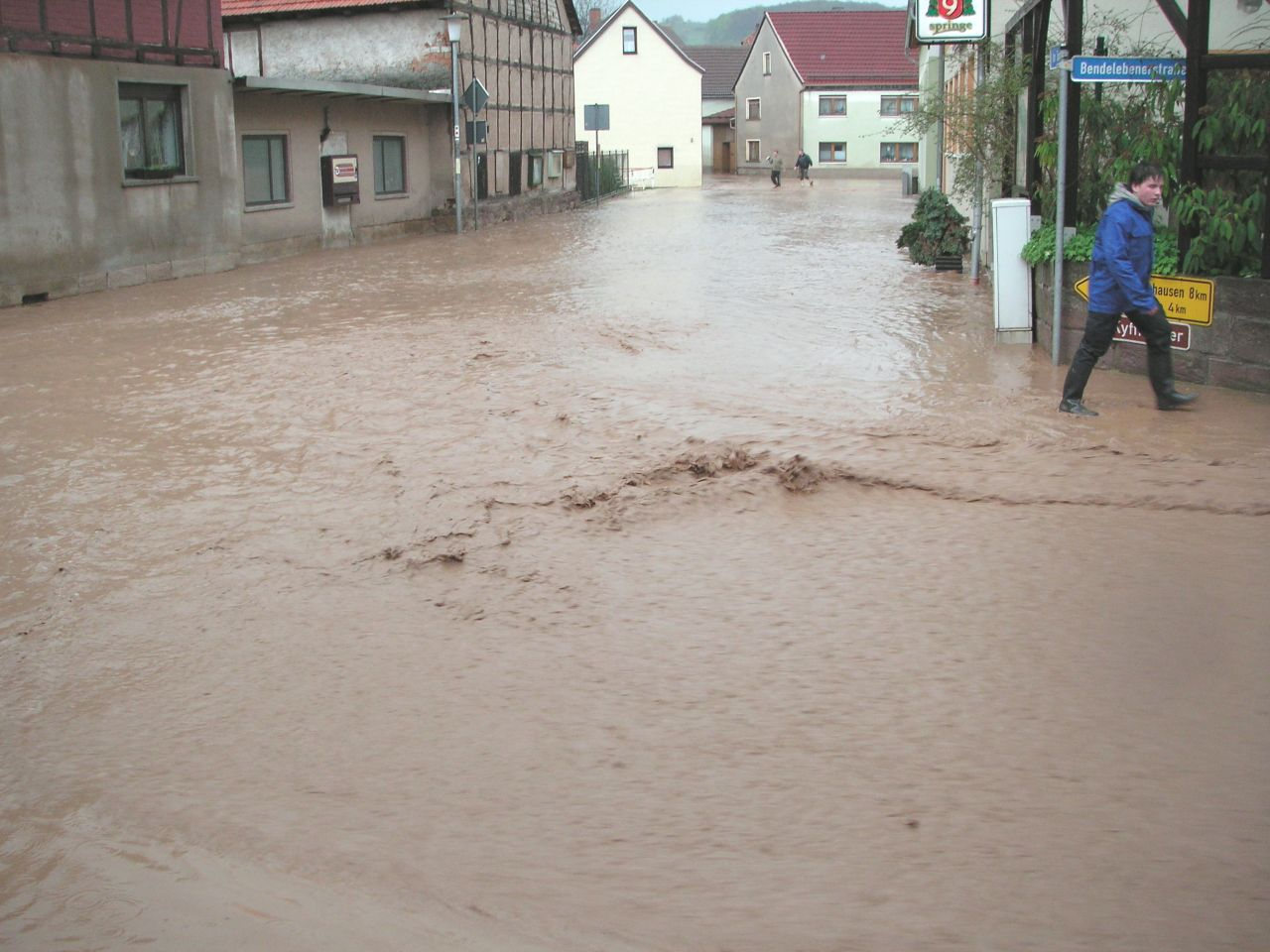
26. April 2006

Aufgrund der Lage im Regenschatten des Harzes und des Kyffhäusergebirges gehört Steinthaleben zu den niederschlagsärmsten Regionen Deutschlands. Jedoch entlud sich am 26. April 2006 über dem Dorf ein starkes Unwetter und sorgte für erhebliche Schäden durch Überschwemmungen. Mikroklimatisch am Westhang des Kyffhäusers gelegen können eher konvektive Ströme auftreten und sich örtliche Gewitter in den Sommermonaten bilden, als in der näheren Umgebung, wie in der Goldenen und Diamantenen Aue oder dem Thüringer Becken. Auch die Stauwirkung des Kyffhäusergebirges bei herbstlichen feuchten Westwinden bringen einen leicht erhöhten Niederschlag in dieser Jahreszeit im Vergleich mit der Ost- oder Südseite des Kyffhäusergebirges.
Da es innerhalb der Steinthalebener Gemarkung viele landwirtschaftlich genutzte Hanglagen gibt, und mit dem Klimawandel erhöhte Niederschlagsintensitäten und Häufigkeiten von Starkniederschlägen erwartet werden, müssen verstärkte Bodenschutzmaßnahmen durchgeführt werden. An steileren Hängen muss eine graduelle Umstellung von traditioneller Großraumwirtschaft auf kleinere in Höhenlinie ausgerichtete Flächen mit zwischenliegenden terrassenförmig angelegten Obstgärten (Streuobstwiesen) durchgeführt werden, wie sie es bereits in der Geschichte des Ortes gab. Durch seine Anlage nach Süden hin offen, ist das Klima gut für Wein- und Obstbau. Auch Hopfen wurde viele Jahre lang in der Gemarkung angebaut.

## Geschichte
Für die Entstehung des heutigen Dorfes Steinthaleben geben zwei frühgeschichtliche Gräberfelder wichtige Hinweise. In der Kiesgrube am südlichen Ortsrand wurde ein Grab aus der thüringischen Königszeit (454–531) geborgen. Die dazugehörige Siedlung dürfte in der heutigen Dorflage zu suchen sein. Im 11. Jahrhundert wurde auf dem heutigen Gebiet Steinthalebens die Reichsburg Kyffhausen errichtet. In diese Zeit fällt vermutlich auch die Entstehung der Siedlungsanlage Rathsfeld („das gerodete Feld“). Allerdings wurde sie in einer Verkaufsurkunde aus dem Jahre 1268, in welcher sie an das Kloster Walkenried abgetreten wurde, bereits als Wüstung bezeichnet. Vermutlich hatte Wassermangel die Siedler zum Aufgeben gezwungen. Erst im Jahre 1698 errichteten die Schwarzburger Grafen an dieser Stelle ein barockes Jagdschloss.
Die erste urkundliche Erwähnung Steinthalebens stammt aus dem Jahre 1093, dem Gründungsjahr des Benediktinerklosters Miminde, später Bursfelde, bei Dransfeld an der oberen Weser. Der Erzbischof Ruthard von Mainz beurkundet darin, dass ein Graf Heinrich mit seiner Gemahlin Gertrud obiger Neugründung nebst vielen anderen Besitzungen auch einige Güter zu Berga,
Dalheim („Talsiedlung“) und die Mühle zu Kalvern (Kelbra) usw. vermacht hat. In dem Schutzbrief des Papstes Innozenz III. für das Kloster Walkenried von 1205 wird diesem Ort auch ein Weinhof in Dalehn bestätigt. Später erscheint der Ort in Walkenrieder Urkunden als Thaleheim (1209), Dalehn (1211), Thalheim (1215) und selbst noch 1506 als Talheym. Die ursprüngliche Bezeichnung für das Dorf lässt auf eine fränkische Namensgebung schließen. Erst seit dem 16. Jahrhundert taucht der Ort als Thaleben (1525 Talleyben) auf, in den folgenden Jahrhunderten auch schon als Steinthaleben, das aber erst 1927 zur amtlichen Bezeichnung wurde.
Der Weinbau muss lange Zeit in hoher Blüte gestanden haben. Zwei Steinthalebener Weinmeister sind namentlich bekannt: Johann von Bartholfelde (1345–1354) und Hans von Tullede (1390). Die Flurnamen Weinberg, Mönchenberg und Keltertal erinnern noch daran.
Seit dem 13. Jahrhundert erscheinen besonders in den Zeugenreihen beichlingischer Urkunden Ritter, die sich nach Thalheim nannten.
Wann die Reformation in Steinthaleben einzog, ist unbekannt. Wahrscheinlich war das Kloster Walkenried darauf bedacht, so lange wie möglich seine Besitzungen im Ort zu behalten. Im Jahre 1543 verkaufte auf Wiederkauf Abt Paulus von Walkenried das Klostergut nebst den dazugehörigen Holzungen, sechs Hufen Land, Schäferei und Backhaus für 840 Florentiner Gulden an den Grafen Günther von Schwarzburg (Grafen von Schwarzburg). Da eine Einlösung nicht erfolgte, blieb das Dorf seit dieser Zeit Schwarzburger Besitz. Steinthaleben wurde Teil der Unterherrschaft des Fürstentums Schwarzburg-Rudolstadt. Erst nach dem Übergang des Klosterbesitzes an Schwarzburg mag sich die Reformation ausgebreitet haben.
Aus einem ausführlichen Bericht des verstorbenen geheimen Archivrates Bangert erfahren wir in der Beilage zur Frankenhäuser Zeitung im Mai 1921 interessante Einzelheiten über die hohen Einquartierungs- und Kontributionslasten sowie über die harten Zwangsmaßnahmen, die bei Nichteintreibung angewendet wurden. Seit November 1631 zeigten sich auch schwedische Truppen in der Unterherrschaft. Im November 1632 kamen mehr als 50 Pappenheimsche Reiter vom Thaleber Berg herunter, berannten die Stadt Kelbra und nahmen sie ein.
Etwa um die Mitte des 16. Jahrhunderts wurde im Kyffhäusergebirge mit dem Kupferschieferbergbau begonnen. Viele Halden und Pingen in der Umgebung des Rathsfelds und in der umgebenden Flur bezeugen, dass der Abbau jahrhundertelang betrieben worden ist. Die Ausbeute war aber immer sehr gering.

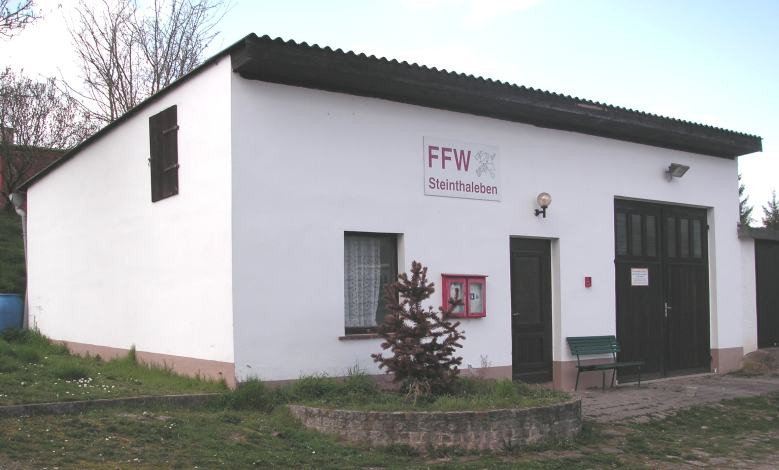
Feuerwehrhaus der Freiwilligen Feuerwehr

Einem letzten Versuch, die Erze in größerem Ausmaße tiefer im Inneren des Gebirges abzubauen, verdankt die Barbarossahöhle ihre Entdeckung im Jahre 1865.
Im Jahre 1868 gründet sich die Freiwillige Feuerwehr Steinthaleben. Es existiert ein eigenes Haus mit Garage für den Einsatzwagen.
1896 wurde das Kyffhäuserdenkmal errichtet. Nach Ende des Ersten Weltkriegs entstand Ende November 1919 der Freistaat Schwarzburg-Rudolstadt, der 1920 im neuen Land Thüringen aufging. Zur Zeit der DDR gab es in Steinthaleben ein Pionierferienlager auf dem Gelände des Jagdschlosses Rathsfeld.
Von 1920 bis 1952 gehörte Steinthaleben zum Land Thüringen und dort zum Landkreis Sondershausen, welches eine Enklave der umgebenden preussischen Provinz Sachsen darstellte.
Nach der Bildung der DDR 1949 und der folgenden Gebietsreform vom 25. Juli 1952 wurde Steinthaleben an den erstmals neugebildeten Kreis Artern und den Bezirk Halle angegliedert.
Am 6. Mai 1990 gab es die erste demokratische Kreistagswahl für den Kreis Artern, wobei dank einer Initiative der damals politisch Verantwortlichen der Volksentscheid zur Länderzugehörigkeit vorverlegt, mit dieser zusammengelegt wurde. Für die anderen „Thüringerkreise“ (Sangerhausen, Nebra und Naumburg) des Bezirkes Halle war ebenfalls gleicher Volksentscheid vorgesehen, zu welchem es aber aus Zeitdruck und der schnellstmöglichen Umsetzung der Deutschen Wiedervereinigung nach dieser Kreistagswahl nicht mehr kam. So kam von den 4 Kreisen nur der Kreis Artern nach Thüringen, dank überwältigender Mehrheit der Stimmen. Der Rest des Bezirkes Halle wurde kommissarisch Sachsen-Anhalt zugeordnet.
Am 31. Dezember 2012 schloss sich die Gemeinde Steinthaleben mit weiteren Gemeinden der Verwaltungsgemeinschaft Kyffhäuser zur Gemeinde Kyffhäuserland zusammen.
Neben Steinthaleben gehörten die Orte Rathsfeld und Kyffhausen zur Gemeinde.

## Bevölkerung
In Steinthaleben wird nordthüringer Dialekt gesprochen, „Kipphiesersch“, der Dialekt, welcher auf den Dörfern rings um das Kyffhäusergebirge gesprochen wird. Hier auch „Dahlläwwersch“ genannt, von „Dahlläwwe“ = Thaleben, dem historischen Ortsnamen Steinthalebens.

### Einwohnerentwicklung

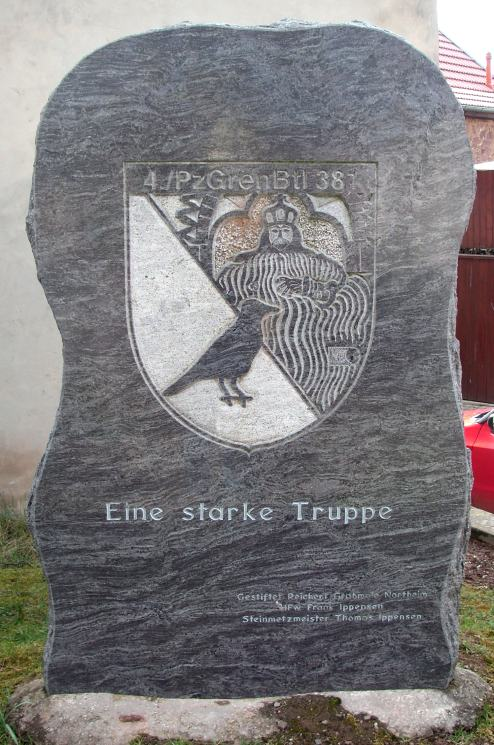
Gedenkstein der Bundeswehr

Entwicklung der Einwohnerzahl der Gemeinde Steinthaleben (31. Dezember):
| - 1994: 575 - 1995: 564 - 1996: 558 - 1997: 564 - 1998: 555 - 1999: 541 | - 2000: 537 - 2001: 530 - 2002: 522 - 2003: 535 - 2004: 523 - 2005: 514 | - 2006: 524 - 2007: 517 - 2008: 510 - 2009: 495 - 2010: 477 - 2011: 473 |

### Patenschaft der Bundeswehr
Vom 8. Juni 1993 bis zum 30. September 2002 gab es ein Patenschaftsabkommen zwischen der 4. Kompanie des Panzergrenadierbataillon 381 der Bundeswehr und Steinthaleben. An diese Zeit erinnert ein Gedenkstein. Die Patenschaft endete mit der Auflösung des Panzergrenadierbataillons. Der Stein selber wurde von einem örtlichen Steinmetzmeister gestiftet.

## Wappen
Das Wappen wurde am 15. März 1994 genehmigt.
Blasonierung: „Über silbernem Schildfuß, darin ein roter Sparren, in Blau rechts ein linkssehender neunmal von Rot und Silber geteilter Löwe und links ein rechtssehender rotgezungter und rotbewehrter goldener Löwe, beide eine goldene Raute haltend.“
Der Sparren, der das Wort Tal versinnbildlicht, und die Raute als Symbol für Stein stehen als redende Elemente im Wappen. Der goldene Löwe ist dem Stammwappen der Grafen von Schwarzburg entnommen, die lange Zeit Besitzungen in der Gemeinde hatten und über Jahrhunderte Burgherren auf der Rothenburg und der Burg Kyffhausen waren, die beide heute zu Steinthaleben gehören. In Anlehnung an das Wappen der Thüringer Landgrafen wurde der achtfach von Rot über Silber geteilte Löwe ins Wappen aufgenommen. Die Landgrafen schenken 1272 Güter, die in der heutigen Gemeindeflur liegen, an das Kloster Walkenried. Sie waren zudem im 14. Jahrhundert Besitzer der Rothenburg und der Burg Kyffhausen.
Das Wappen wurde von dem Heraldiker Michael Zapfe gestaltet.

## Kultur und Sehenswürdigkeiten

### Bauwerke
Die Reichsburg Kyffhausen ist eine der größten Burganlagen in Deutschland. Heute sind noch Ruinen der Unterburg vorhanden. Mit 176 m Tiefe hat die Reichsburg Kyffhausen den tiefsten Burgbrunnen der Welt. Das in der Nähe der Reichsburg Kyffhausen in den Jahren 1890 bis 1896 errichtete 81 m hohe Kyffhäuserdenkmal zeigt das Reiterstandbild von Kaiser Wilhelm I. und die in Stein gehauene Barbarossafigur.
Im Ortsteil Rathsfeld befindet sich das Jagdschloss Rathsfeld, das in den Jahren 1697 bis 1698 von Anton Graf von Schwarzburg-Rudolstadt erbaut wurde, wobei es aber auch noch einen Vorgängerbau an der Stelle gab. Das Jagdschloss ist ein Dreiflügelbau mit einem Corps de Logis und hat eine Wohnfläche und Nebennutzfläche von etwa 5000 m², 168 Fenster und 80 Türen. Während der Zeit der DDR wurde es als Betriebsferienheim des VEB Robotron Optima Büromaschinenwerk Erfurt und als Pionierferienlager genutzt. 1998 wurde es von der Treuhandanstalt an eine private Eigentümerin verkauft, die das Gebäude verfallen ließ. Seit 2006 ist es durch Brandstiftung eine Ruine. Im Jahr 2007 erhielt das Gebäude wegen seiner Vernachlässigung das Schwarze Schaf des Denkmalbundes Thüringen.
Zum Schloss gehört auch eine Doppelkapelle. Der barocke Schlosspark ist etwa 250.000 m² groß, wobei nur 56.000 m² im ursprünglichen Zustand erhalten sind.
Am Nordrand des Kyffhäusergebirges liegt die Ruine der Rothenburg.
Ebenfalls auf dem Kyffhäuser befindet sich der Fernsehturm Kulpenberg.
Das älteste Gebäude im Dorf ist die Alte Pfarre, erbaut Anfang des 17. Jahrhunderts. 2008 wurde das denkmalgeschützte Gebäude von der Gemeinde an einen Privatmann verkauft. Die Dorfkirche, erbaut 1735, ist nach Absprache zu besichtigen. Ihr Namensgeber ist der heilige Dionysius.

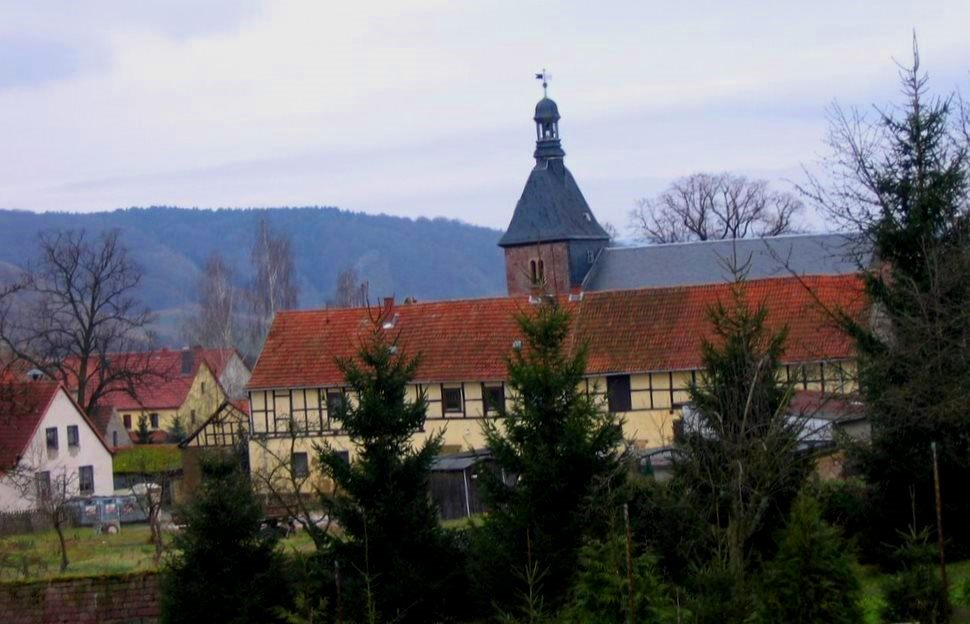
Steinthaleben im Jahre 2007

Der Erste Weltkrieg bringt schmerzliche Verluste. Von 800 Einwohnern fallen 40 dem Krieg zum Opfer. Ihnen zu Ehren wurde am 25. September 1921 im Kirchgarten ein Denkmal errichtet. Noch größere Opfer fordert der Zweite Weltkrieg. Es fallen 46 Männer, 26 gelten als vermisst. Ihr Gedenken wurde festgehalten in einer Holztafel an der Nordwand der Kirche. Später wurden auch ihre Namen auf dem Kriegerdenkmal eingraviert. Das Denkmal ist aus Sandstein und zeigte dadurch die bei diesem Material üblichen Verwitterungserscheinungen. Im Jahre 2008 wurde es daher komplett saniert.

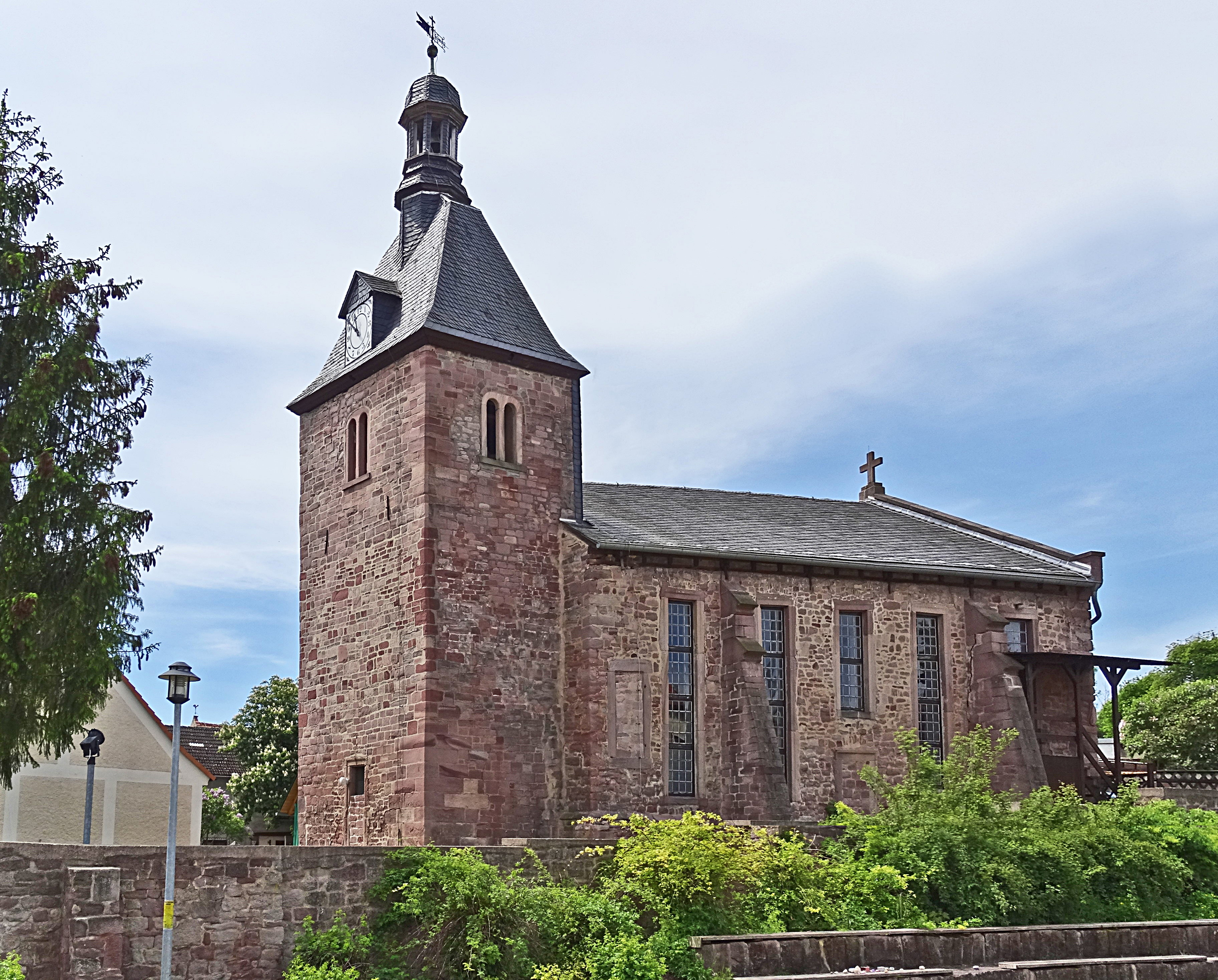
Sankt Dionysius zu Steinthaleben

### Naturdenkmäler
In Steinthaleben steht am Eingang zum alten Friedhof mit den Zwillingslinden eine der größten Linden Thüringens. Der größere der beiden Bäume hat in 1,3 m Höhe einen Stammumfang von 4,88 m. Der Baum ist etwa 22 m hoch. Im Dorf finden sich noch etliche alte Sandsteinmauern, auf denen viele Pflanzen wachsen. So genannte Fugenpflanzen sowie Moos- und Flechtenarten haben sich auf den Sandsteinen bzw. in den Ritzen angesiedelt.

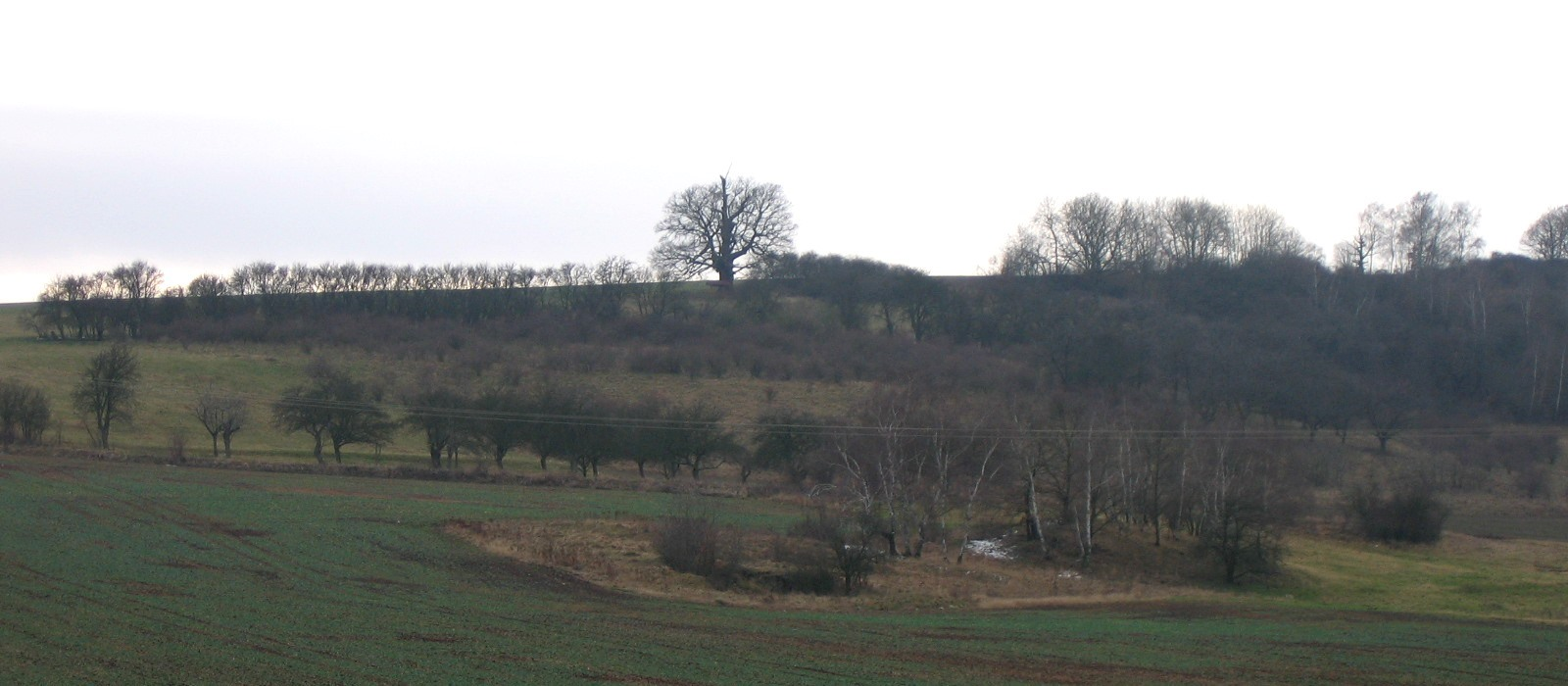
Blick zur Bettelmannseiche

Westlich des Ortes, an der östlichen Spitze der Windleite, wo die Gemarkungen von Bendeleben, Badra und Steinthaleben zusammenkommen, befindet sich die weithin sichtbare Tausendjährige, „Streiteiche“, „Bettelmannseiche“ oder „Bendeleber Eiche“ genannt.

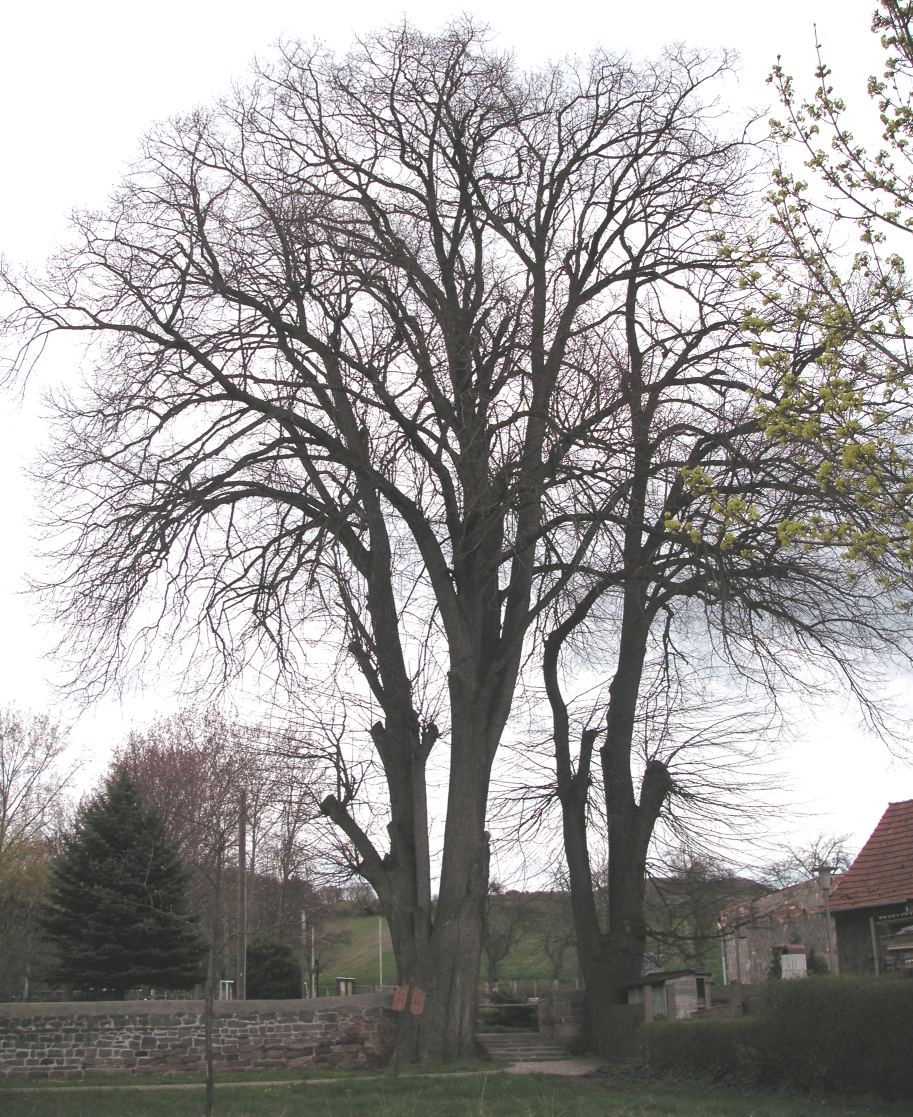
Die Zwillingslinden
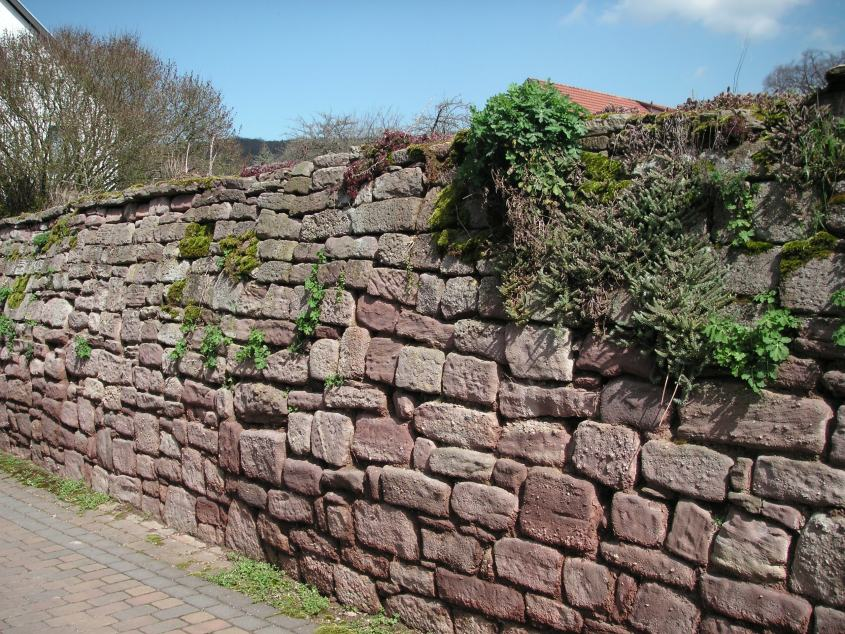
Typische Sandsteinmauer mit Bewuchs

### Naturschutzgebiete
Steinthaleben befindet sich durch seine Lage inmitten von verschiedenen Naturschutzgebieten: Im Norden und Osten des Ortes erstreckt sich das große Flora-Fauna-Habitat (FFH-2000)- Gebiet Kyffhäuser – Badraer Schweiz – Solwiesen (4632-302) mit 3382 ha, das sich weitgehend überlappende FFH-Gebiet Kyffhäuser – Badraer Schweiz – Helmestausee (4531-403) mit 3781 ha, und seinem dazugehörigen FFH-Gebiet Helmestausee Berga-Kelbra (4531-401) mit 784 ha. Innerhalb dieser beiden großen sich weitgehend überlappenden FFH-Gebiete sind mehrere ältere Naturschutzgebiete:
- NSG Schlossberg – Solwiesen mit 5,417 km², Nummer 165 423 (nordwestlich von Steinthaleben)
- NSG Badraer Lehde – Grosser Eller mit 0,819 km², Nummer 162 322 (nordwestlich von Steinthaleben)
- NSG Rothenburg mit 4,023 km², Nummer 14 472 (nordöstlich von Steinthaleben)
- NSG Süd-West-Kyffhäuser mit 8,317 km², Nummer 319 180 (südöstlich von Steinthaleben)
Dazu kommen weitere Naturschutzgebiete um Bad Frankenhausen, Udersleben und Ichstedt.
Im Südwesten des Ortes über die östliche Windleite erstreckt sich das neue FFH-Gebiet Dickkopf – Bendeleber Forst – NSG Gatterberge (4631-301) mit 1226 ha. Steinthaleben befindet sich auch im 833 km² großen Geopark Kyffhäuser, und auch im 305 km² großen Naturpark Kyffhäuser.

### Sport und Freizeit

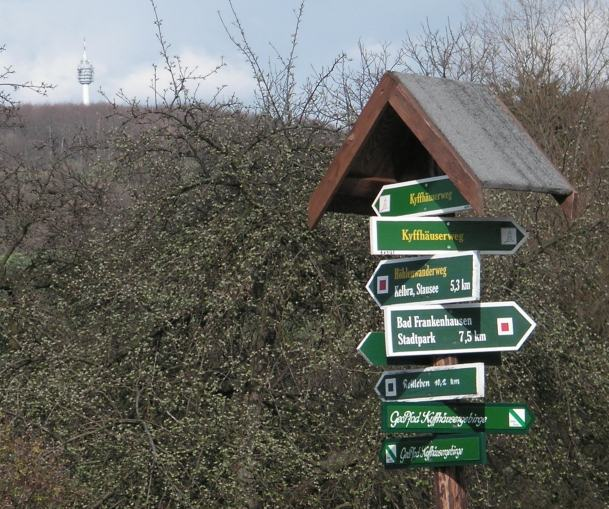
Wegweiser im Dorf. Fernsehturm im Hintergrund

Rund um Steinthaleben befinden sich eine Vielzahl von gut ausgeschilderten Wanderwegen. Durch das durchweg recht trockene Klima im Regenschatten des Kyffhäusergebirges lassen sich alle Wege ganzjährig gut begehen. Die Routen führen größtenteils durch den Naturpark Kyffhäuser mit seiner vielfältigen Pflanzen- und Tierwelt. Viele seltene Wildblumen finden sich am Wegesrand. Die Wanderwege sind oft sehr ursprünglich und eng. Gelegentlich muss man sich durch enge Hohlwege erst einen Weg bahnen.
Jährlich werden der Kyffhäuser-Berglauf sowie auf der kurvenreichen Strecke vom Försterhäuschen bis hinauf zum Kulpenberg (Kyffhäuser-Rennstrecke) das ADAC-Kyffhäuser-Bergrennen ausgetragen.
Zum Baden eignet sich die alte Kiesgrube sowie die rund fünf Kilometer nördlich von Steinthaleben gelegene Talsperre Kelbra.

### Regelmäßige Veranstaltungen
- Sportfest (Mai)
- Frühlingsfest (Mai)
- Hähnekrähen (Mai)
- Maibaumsetzen (Mai)
- Kinderfest (Juni)
- Kirmes (Oktober)
- Geflügelschau (November)
- Traditions- und Osterfeuer (Oktober, Ostern)

### Vereine
- Fußballverein FC Kyffhäuser Steinthaleben
- Rassegeflügelzuchtverein
- Gartenverein
- Antennenverein (Gemeinschaftsantenne & „Dorfkanal“)
- Reit-, Zucht- und Fahrverein Friesenfreunde Kyffhäuser
- Kirmesburschen Steinthaleben e. V.
- Fossilien-Mineralien-Bergbauverein
- Geschichtsverein

## Partnergemeinde
Flein im Landkreis Heilbronn in Baden-Württemberg seit Juni 1991. Zur Erinnerung an die Patenschaft wurde im Dorf die Fleiner Linde gepflanzt.

## Galerie

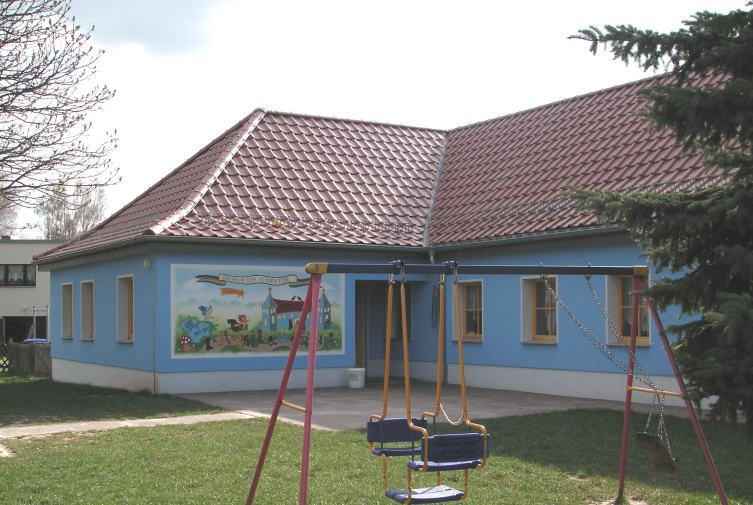
Kindergarten
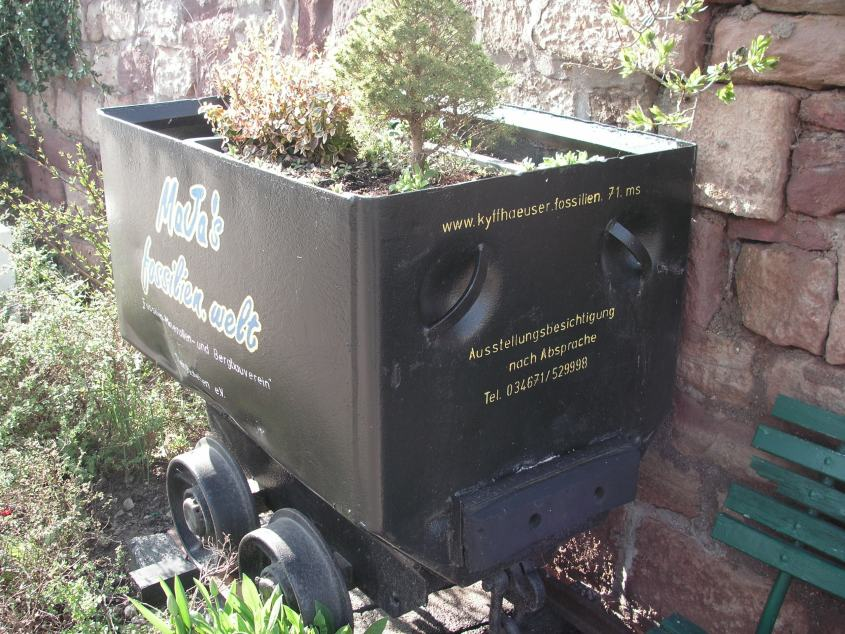
Blickfang für die Fossilienausstellung
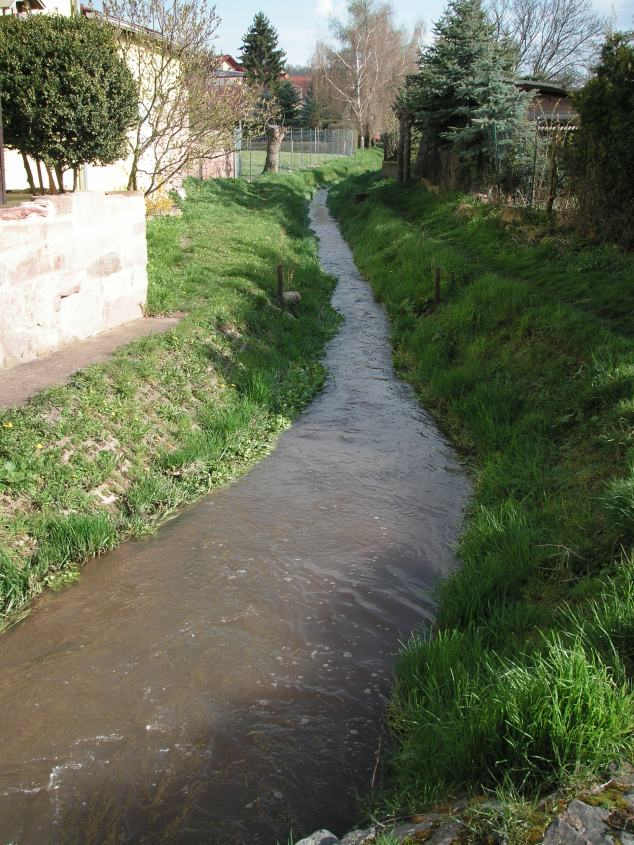
Der Thalebener Bach